# Menuang Tanjong
Menuang Tanjong is een bestuurslaag in het regentschap Aceh Barat van de provincie Atjeh, Indonesië. Menuang Tanjong telt 388 inwoners (volkstelling 2010).